# Cary Challenger 2024 - Doppio maschile
Il doppio maschile del torneo di tennis professionistico Cary Challenger 2024, facente parte della categoria Challenger 100 nell'ambito dell'ATP Challenger Tour 2024, si è giocato dal 12 al 18 agosto a Cary, negli Stati Uniti. Tra le coppie partecipanti erano assenti Andrew Harris e Rinky Hijikata, i detentori del titolo.
In finale John Peers e John-Patrick Smith hanno sconfitto Federico Agustín Gómez e Petros Tsitsipas per walkover.

## Teste di serie
1. Ariel Behar /  Luke Johnson (semifinale)
2. John Peers /  John-Patrick Smith (campioni)

1. Evan King /  Reese Stalder (semifinale)
2. Anirudh Chandrasekar /  Niki Kaliyanda Poonacha (primo turno)

## Wildcard
1. Martin Borisiouk /  Braden Shick (primo turno)

1. Cooper Williams /  Theo Winegar (primo turno)

## Tabellone

### Legenda
| - Q = Qualificato - WC = Wild card - LL = Lucky loser | - ALT = Alternate - SE = Special Exempt - PR = Protected Ranking | - w/o = Walkover - r = Ritirato - d = Squalificato |

|  | Primo turno | Primo turno                         | Primo turno                   | Primo turno | Primo turno |  |  | Quarti di finale | Quarti di finale              | Quarti di finale     | Quarti di finale     | Quarti di finale  |    |      | Semifinali | Semifinali                              | Semifinali                              | Semifinali                              | Semifinali                    |                               |     | Finale | Finale | Finale | Finale | Finale |  |
|  |             |                                     |                               |             |             |  |  |                  |                               |                      |                      |                   |    |      |            |                                         |                                         |                                         |                               |                               |     |        |        |        |        |        |  |
|  | 1           | A Behar L Johnson                   | A Behar L Johnson             | 7           | 6           |  |  |                  |                               |                      |                      |                   |    |      |            |                                         |                                         |                                         |                               |                               |     |        |        |        |        |        |  |
|  |             | D Ajduković H Međedović             | D Ajduković H Međedović       | 63          | 2           |  |  | 1                | A Behar L Johnson             | 3                    | 6                    | [10]              |    |      |            |                                         |                                         |                                         |                               |                               |     |        |        |        |        |        |  |
|  | WC          | C Williams T Winegar                | C Williams T Winegar          | 3           | 4           |  |  |                  | P Harper B Sigouin            | 6                    | 3                    | [6]               |    |      |            |                                         |                                         |                                         |                               |                               |     |        |        |        |        |        |  |
|  |             | P Harper B Sigouin                  | P Harper B Sigouin            | 6           | 6           |  |  |                  |                               |                      |                      |                   |    |      | 1          | A Behar L Johnson                       | 1                                       | 79                                      | [6]                           |                               |     |        |        |        |        |        |  |
|  | 4           | A Chandrasekar N Kaliyanda Poonacha | 6                             | 69          | [8]         |  |  |                  |                               |                      | FA Gómez P Tsitsipas | 6                 | 67 | [10] |            |                                         |                                         |                                         |                               |                               |     |        |        |        |        |        |  |
|  |             | FA Gómez P Tsitsipas                | 4                             | 711         | [10]        |  |  |                  | FA Gómez P Tsitsipas          | 4                    | 6                    | [10]              |    |      |            |                                         |                                         |                                         |                               |                               |     |        |        |        |        |        |  |
|  |             | J Nedunchezhiyan VS Prashanth       | J Nedunchezhiyan VS Prashanth | 6           | 6           |  |  |                  | J Nedunchezhiyan VS Prashanth | 6                    | 3                    | [3]               |    |      |            |                                         |                                         |                                         |                               |                               |     |        |        |        |        |        |  |
|  |             | B Bonzi H Mayot                     | B Bonzi H Mayot               | 4           | 2           |  |  |                  |                               |                      |                      |                   |    |      |            | Federico Agustín Gómez Petros Tsitsipas | Federico Agustín Gómez Petros Tsitsipas | Federico Agustín Gómez Petros Tsitsipas |                               |                               |     |        |        |        |        |        |  |
|  |             | D Goffin A Müller                   | D Goffin A Müller             | 2           | 5           |  |  |                  |                               |                      |                      |                   |    |      |            |                                         | 2                                       | John Peers John-Patrick Smith           | John Peers John-Patrick Smith | John Peers John-Patrick Smith | w/o |        |        |        |        |        |  |
|  |             | K Pearson J Sheehy                  | K Pearson J Sheehy            | 6           | 7           |  |  |                  | K Pearson J Sheehy            | 3                    | 6                    | [4]               |    |      |            |                                         |                                         |                                         |                               |                               |     |        |        |        |        |        |  |
|  |             | M Gigante F Passaro                 | M Gigante F Passaro           | 3           | 3           |  |  | 3                | E King R Stalder              | 6                    | 1                    | [10]              |    |      |            |                                         |                                         |                                         |                               |                               |     |        |        |        |        |        |  |
|  | 3           | E King R Stalder                    | E King R Stalder              | 6           | 6           |  |  |                  |                               |                      |                      |                   |    |      | 3          | E King R Stalder                        | E King R Stalder                        | 64                                      | 4                             |                               |     |        |        |        |        |        |  |
|  |             | M Kiger C Puttergill                | 1                             | 6           | [10         |  |  |                  |                               | 2                    | J Peers J-P Smith    | J Peers J-P Smith | 7  | 6    |            |                                         |                                         |                                         |                               |                               |     |        |        |        |        |        |  |
|  | WC          | M Borisiouk B Shick                 | 6                             | 4           | [6]         |  |  |                  | M Kiger C Puttergill          | M Kiger C Puttergill | 64                   | 3                 |    |      |            |                                         |                                         |                                         |                               |                               |     |        |        |        |        |        |  |
|  |             | G Goldhoff V Kirkov                 | G Goldhoff V Kirkov           | 5           | 3           |  |  | 2                | J Peers J-P Smith             | J Peers J-P Smith    | 7                    | 6                 |    |      |            |                                         |                                         |                                         |                               |                               |     |        |        |        |        |        |  |
|  | 2           | J Peers J-P Smith                   | J Peers J-P Smith             | 7           | 6           |  |  |                  |                               |                      |                      |                   |    |      |            |                                         |                                         |                                         |                               |                               |     |        |        |        |        |        |  |